# Coweta County
Coweta County is een county in de Amerikaanse staat Georgia.
De county heeft een landoppervlakte van 1.146 km² en telt 89.215 inwoners (volkstelling 2000). De hoofdplaats is Newnan.

## Bevolkingsontwikkeling

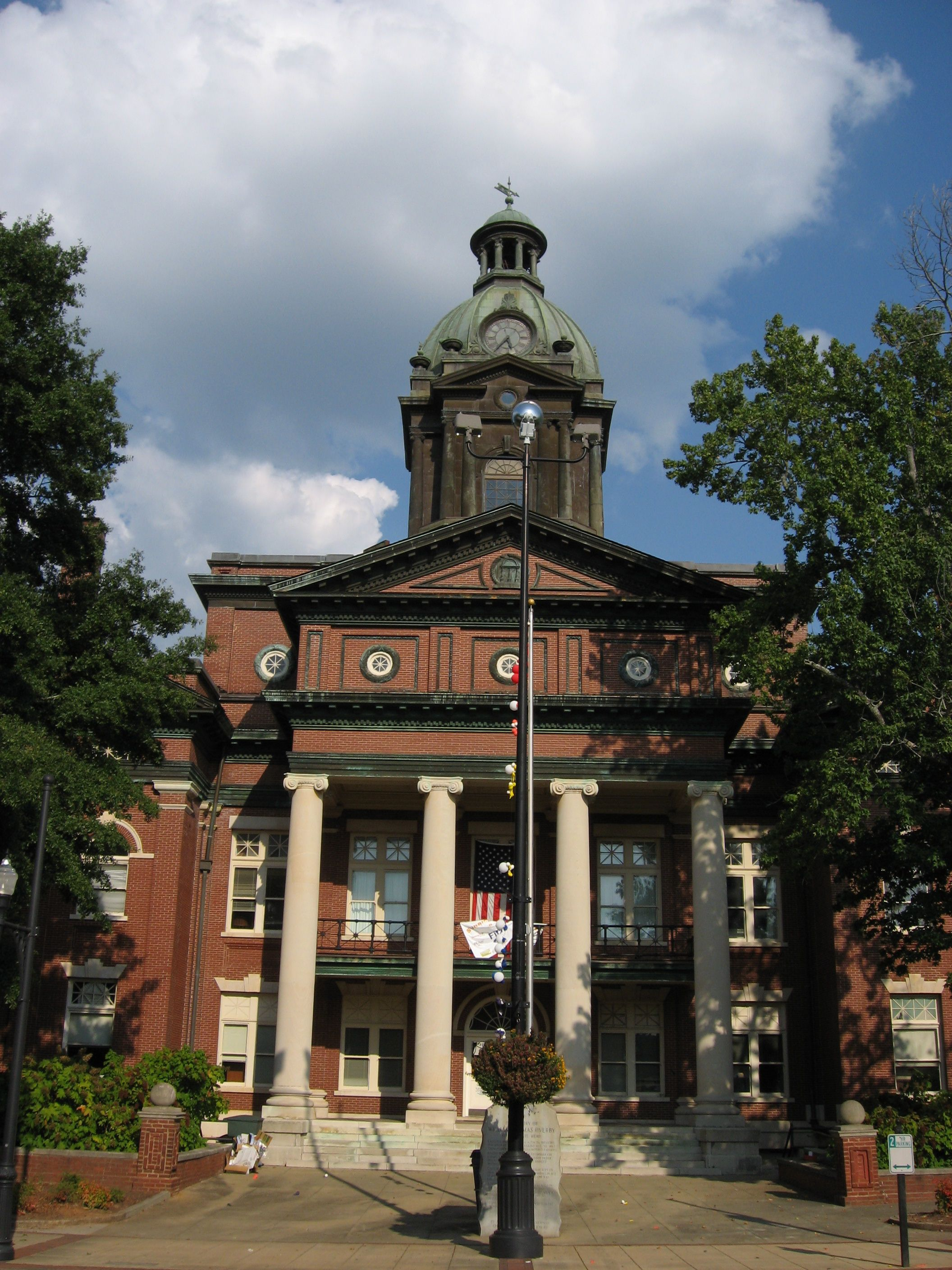
Coweta County Courthouse